# Julian Castro
Julian Castro (* 16. září 1974, San Antonio Texas) je americký advokát, politik za demokratickou stranu a bývalý ministr bytové výstavby a rozvoje měst. Působil jako starosta San Antonia a v roce 2019 se neúspěšně pokusil získat demokratickou nominaci na kandidaturu pro úřad prezidenta při demokratických primárkách.

## Osobní život
Castro se narodil v texaském městě San Antoniu. Jeho rodiče nikdy nevstoupili do manželského svazku a rozešli se, když Julianovi bylo 8 let. Byl vychováván hlavně svou matkou a babičkou, v Západní části San Antonia, která je proslavena hlavně jako turistická oblast. Jeho předci pocházeli z Mexika a on s jeho bratrem tvořili 3. generaci ve Spojených státech amerických. Ačkoliv jeho babička s ním mluvila španělsky, sám tento jazyk plynně neovládá.
Studoval na Thomas Jefferson Hight school v San Antoniu. Roku 1996 absolvoval Stanfordovu univerzitu v oboru politologie/komunikace. Následně studoval na Harvardově univerzitě, kde získal titul v oboru práv. Po získáni titulu, pracoval ve stejné advokátní kanceláři se svým bratrem. V roce 2007 se oženil se svou ženou Ericou (Lirou), o dva roky později se jim narodila dcera Carina a roku 2014 syn Cristian.

## Politická kariéra

### San Antonio
Roku 2001 kandidoval do městské rady San Antonia za okrsek 7. Byl zvolen s 61,76 % hlasů a vyhrál nad pěti protikandidáty. Ve svých 26 letech se stal nejmladším radním v historii města. Bez vyzyvatele byl znovuzvolen i za dva roky. Poté se pokusil kandovat na starostu, ale prohrál s výsledkem 51,46 % ku 48,53 %. Starostou se stal až roku 2009, kdy vyhrál s 56,23 % již v prvním kole. Následně byl znovuzvolen i roku 2011 a 2013.

### Ministr bytové výstavby a rozvoje měst
Ve funkci vystřídal Shauna Donovana, který se stal ředitelem úřadu pro správu a rozpočet. Byl potvrzen senátem poměrem 71 ku 26 hlasům, všech 26 hlasů proti patřilo republikánům. Ve svém úřadu podpořil kandidaturu Hillary Clintonové v roce 2016, čímž porušil Hatch act.

## Kandidatura na prezidenta
Julian Castro oznámil svou kandidaturu a zahájil prezidentskou kampaň 12. ledna 2019. Stal se tak prvním vyzyvatelem dosavadního prezidenta Donalda Trumpa pro prezidentské volby 2020. Stal se prvním hispánským Američanem v historii, který se pokusil kandidovat do tohoto úřadu a zároveň prvním demokratem od roku 1924, který nebyl guvernérem, senátorem ani viceprezidentem. Jako základní stavební kámen své kampaně si určil téma latinskoamerické Imigrace. Podpora hispánských Američanů se však vyšplhala na pouhé 2 %  a skončil až na čtvrtém místě v podpoře tohoto etnika.
Jeho kampani se podařilo vybrat 10 075 402 amerických dolarů, z toho 64,51 % tvořily malé dary do 200 dolarů a 36,49 % velké dary, a za propagaci bylo utraceno 9 121 488 $.
Svou kandidaturu ukončil 2. ledna 2020 a podpořil demokratickou kandidátku Elizabeth Warrenovou.